# Burgundy Paris
 (février 2019).
Le Burgundy Paris est un hôtel  5 étoiles situé 6-8 rue Duphot à Paris, il est doté de 51 chambres et 8 suites.

## Histoire

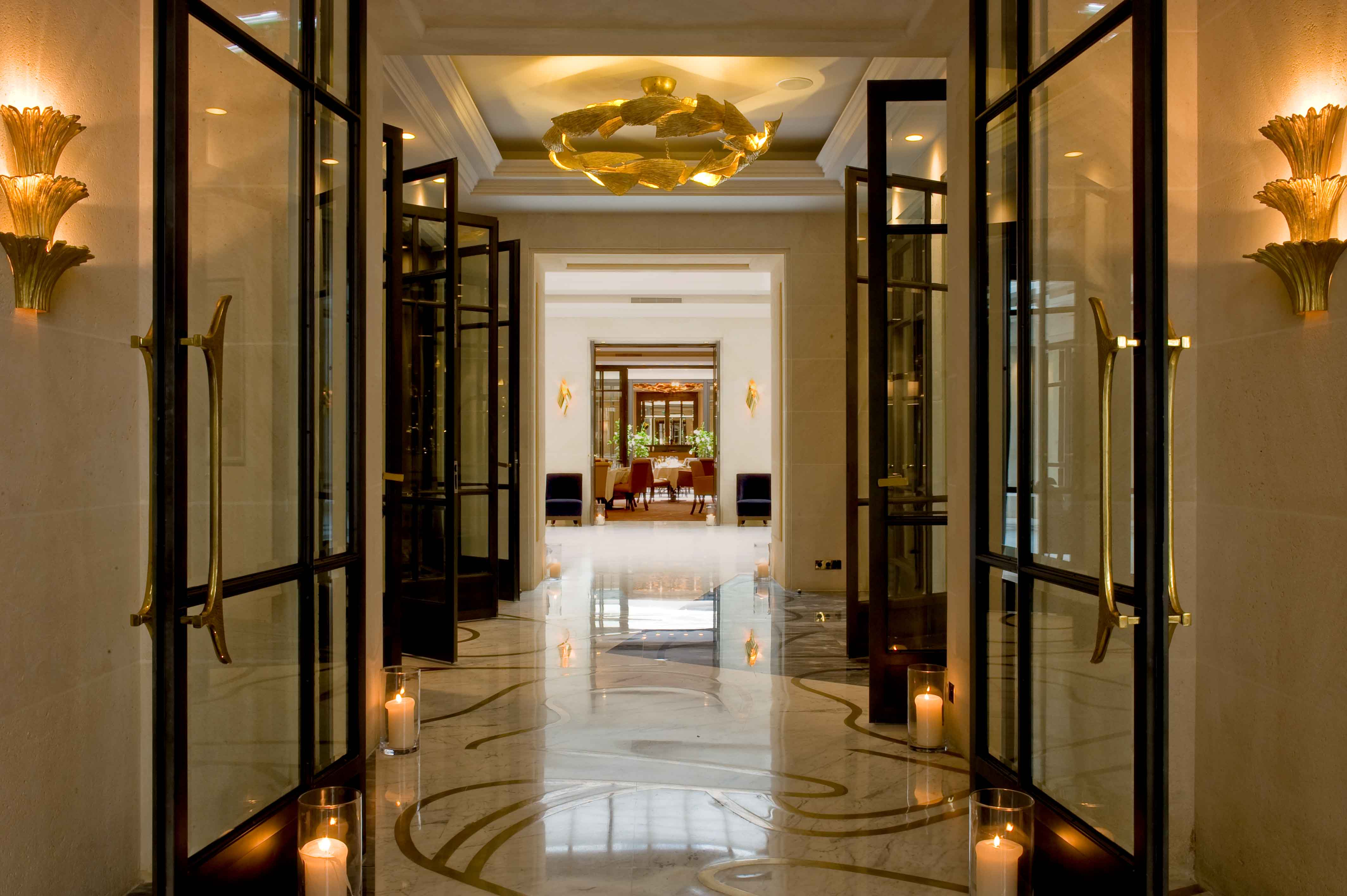
Hall du Burgundy Paris.

Le bâtiment a été construit en 1850 et a été racheté en 2001 par Guy de Durfort. L'établissement  ferme en janvier 2008 pour deux ans et demi de travaux. Il ouvre sous la structure actuelle en juillet 2010.

## Direction
La directrice de cet établissement 5 étoiles parisien est Nicole Wilms-Kauffmann.

## Décoration
Le sol en puzzle de marbre blanc et gris de Carrare tressé de fil de laiton est signé Guy de Rougemont.
 « Ode aux douces rondeurs féminines » : sculpture monumentale en marbre, situé sous une verrière.
  Une fresque évoquant Les Fleurs du mal, au bar Le Baudelaire, est signée Marco Del Re, artiste contemporain italien. 

## Chambres et suites
Il comprend 51 chambres et 8 suites.

## Bar et restaurant
Le restaurant de l'hôtel est Le Baudelaire, il est classé une étoile au guide Michelin.
Le Charles est le bar à coktails de l'hôtel. Le plafond est une fresque représentant le poème  Les Fleurs du mal selon Marco Del Re,.

## Spa
Le spa a une superficie de 250 m2. Il est doté de deux cabines de soins, un hammam, un sauna, une salle de fitness ainsi qu'une piscine.